# It's Here
Singles de Kim Wilde
Love in the Natural Way
(1989) Time
(1990)
Pistes de Love Moves
Love (Send Him Back to Me)
(2)
It's Here est une chanson de Kim Wilde, paru en single le 26 mars 1990, comme premier extrait de l'album Love Moves, dont il est le premier titre. Il s'agit également du premier sortie d'un disque de l'artiste dans les années 1990.
Lors de sa sortie, le titre a rencontré un succès commercial modéré, se classant dans le top 10 en Finlande et en Norvège.

## Classements
| Classement (1990)                      | Meilleure position |
| -------------------------------------- | ------------------ |
| Allemagne (Media Control AG)           | 21                 |
| Belgique (Flandre Ultratop 50 Singles) | 32                 |
| Norvège (VG-lista)                     | 6                  |
| Pays-Bas (Single Top 100)              | 39                 |
| Royaume-Uni (UK Singles Chart)         | 42                 |
| Suède (Sverigetopplistan)              | 13                 |
| Suisse (Schweizer Hitparade)           | 14                 |
| Pologne (Polish Music Charts)          | 12                 |
| Japon (Oricon Singles Chart)           | 44                 |
| Finlande (Suomen virallinen lista)     | 4                  |